# Porto Rico ai Giochi della XXXIII Olimpiade
Porto Rico ha partecipato ai Giochi della XXXIII Olimpiade, svoltisi a Parigi dal 26 luglio all'11 agosto 2024, con una delegazione di 51 atleti, 27 uomini e 24 donne, in 13 discipline.
I portabandiera alla cerimonia di apertura sono stati Sebastian Rivera e Jasmine Camacho-Quinn.

## Medagliere

### Medaglie
| Medaglia | Nome                  | Sport            | Evento             |
| -------- | --------------------- | ---------------- | ------------------ |
| Bronzo   | Jasmine Camacho-Quinn | Atletica leggera | 100 metri ostacoli |
| Bronzo   | Sebastian Rivera      | Lotta            | 65 kg maschile     |

## Delegazione
| Sport            | Uomini | Donne | Totale |
| ---------------- | ------ | ----- | ------ |
| Atletica leggera | 3      | 5     | 8      |
| Golf             | 1      | 0     | 1      |
| Judo             | 1      | 1     | 2      |
| Lotta            | 4      | 0     | 4      |
| Nuoto            | 1      | 1     | 2      |
| Pallacanestro    | 12     | 12    | 24     |
| Pugilato         | 1      | 1     | 2      |
| Skateboard       | 1      | 0     | 1      |
| Tennistavolo     | 2      | 1     | 3      |
| Tiro con l'arco  | 0      | 1     | 1      |
| Tiro             | 0      | 1     | 1      |
| Tuffi            | 0      | 1     | 1      |
| Vela             | 1      | 0     | 1      |
| Totale           | 27     | 24    | 51     |